# Lindernia kitaibelii
Lindernia kitaibelii é uma espécie botânica do gênero Lindernia pertencente à família Linderniaceae.